# Gosmart
A Gosmart é uma empresa especializada no desenvolvimento de serviços na área da publicidade ambiental, em Portugal, que possuí uma rede de 400 automóveis Smart Fortwo disponiveis a receber mensagens publicitárias. Aliando-se à empresas conceituadas no mercado nacional, a marca Carbono Zero, do grupo E. Value, a Agência Lusa e a Novadir, do grupo Marktest, disponibiliza um conceito inovador, criado em Espanha, designado por CarbonNeutral Publicity.
Partindo de uma preocupação ambiental, a Gosmart desenvolve em Portugal um serviço inovador que, através de uma estratégia ambiental pretende criar novas formas de fazer publicidade.  
Utilizando veículos ecológicos como meio de comunicação, a Gosmart desenvolve e acompanha as campanhas publicitárias com consciência ambiental.